# Zamieszki w Wadi Salib
Zamieszki w Wadi Salib – seria ulicznych demonstracji i aktów wandalizmu w Wadi Salib – dzielnicy Hajfy w Izraelu w 1959 roku. Przyczynkiem do demonstracji było wydarzenie z 8 lipca 1959 roku, kiedy to policjant postrzelił Żyda mizrachijskiego Ja’akowa Elkarifa, który miał być pijany i zakłócać porządek. Następnego dnia setki mieszkańców wyszło na ulice. Była to zapowiedź gwałtownych demonstracji przeciwko rządowi, Partii Pracy i Histadrutowi w całym państwie.

## Historia
Wadi Salib było arabską dzielnicą w Hajfie przed rokiem 1948. W późniejszym czasie wielu Arabów wyjechało do Libanu i innych państw zamiast pozostać pod rządami Izraela. Dzielnica szybko zmieniła się w zaniedbane, przeludnione slumsy. W tym samym czasie wielu Żydów z Europy Centralnej poszukiwało azylu na terenach Izraela, a rząd im go udzielał oddając do ich dyspozycji wygodne mieszkania w Wadi Salib, co było jednym z powodów późniejszych rozruchów.

## Zamieszki
11 lipca wybuchły zamieszki w różnych częściach Izraela zwłaszcza w społecznościach imigrantów z Afryki Północnej. Przypuszcza się, że rozruchy nie były do końca spontaniczne, oraz że lokalny ruch Likud Yotsei Tsfon-Africa (Unia Północno –Afrykańskich Imigrantów) był zaangażowany w podburzanie ludu. Przywódca tego ruchu został aresztowany, ale pomimo pobytu w więzieniu startował w wyborach, jednak jego partia nie przekroczyła progu minimalnego. Zamieszki w Wadi Salib wciąż są istotnym tematem w społeczeństwie izraelskim. Konflikt sprawił, że zwrócono uwagę na problem jedności wśród Żydów, a właściwie na jej brak.